# Valea Văleni, Vâlcea
Valea Văleni este un sat în comuna Zătreni din județul Vâlcea, Oltenia, România.

## Vezi și
- Biserica de lemn din Valea Văleni